# Ibones de Anayet
Les Ibones de Anayet sont un ensemble de petits lacs glaciaires des Pyrénées aragonaises, situés sur le territoire de la commune de Sallent de Gállego, Huesca, à 2 233 mètres d'altitude et au pied du pic d'Anayet (2 545 m).

## Géographie

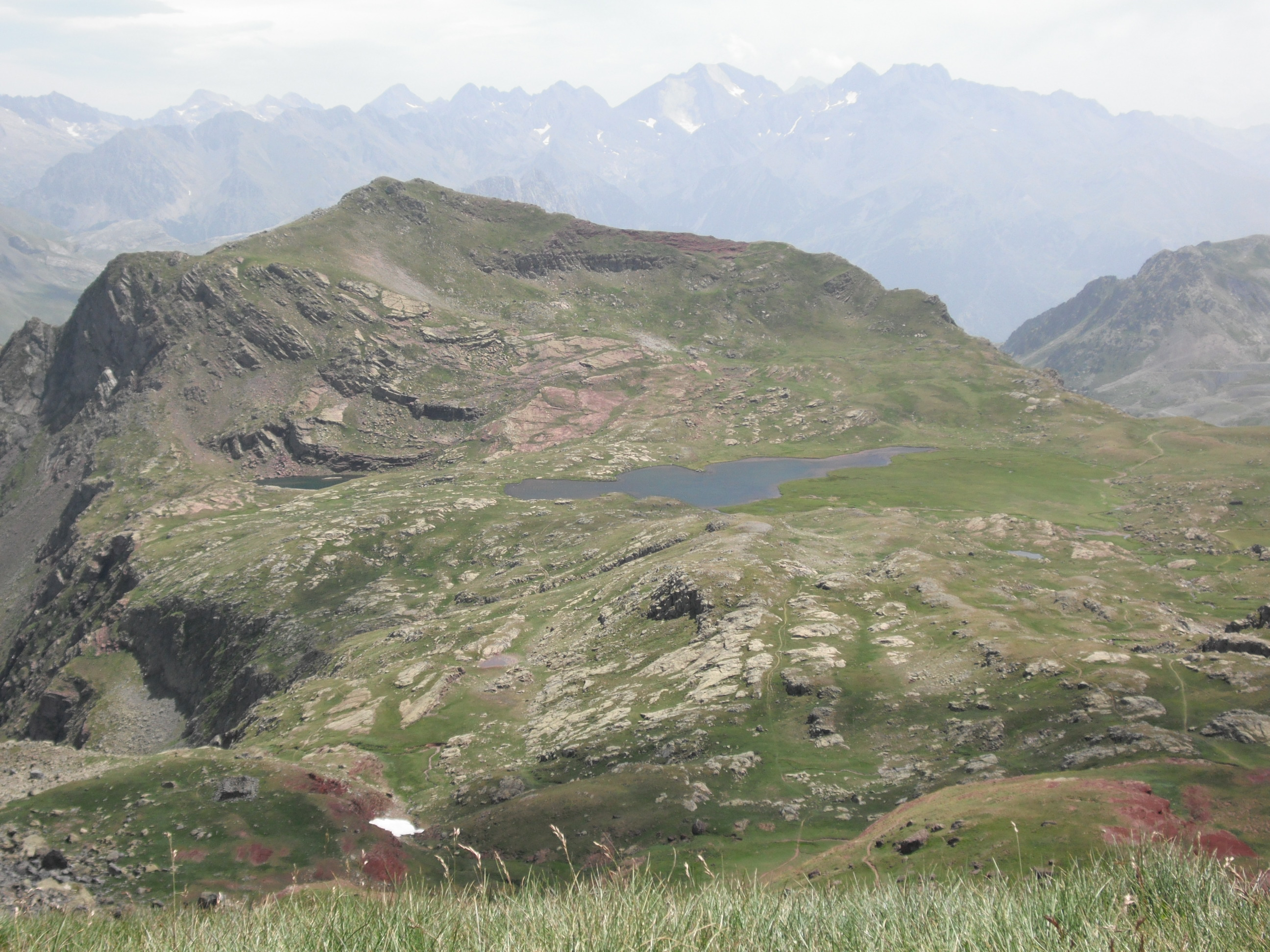
Vue du grand lac (droite) et du petit lac (gauche)

Les eaux de ces lacs se précipitent et concourent au lieu-dit “La Rinconada” donnant naissance au Canal Roya.

## Voies d'accès
On ne peut y accéder qu'à pied, à partir d'un point connu sous le nom de “Corral de las Mulas”, à trois kilomètres de Formigal, Huesca, sur la route en direction de la France.